# 1792 az irodalomban
Az 1792. év az irodalomban.

## Események
- november 1. – A Kolozsvárott alakult magyar színtársulat első előadása.

## Megjelent új művek

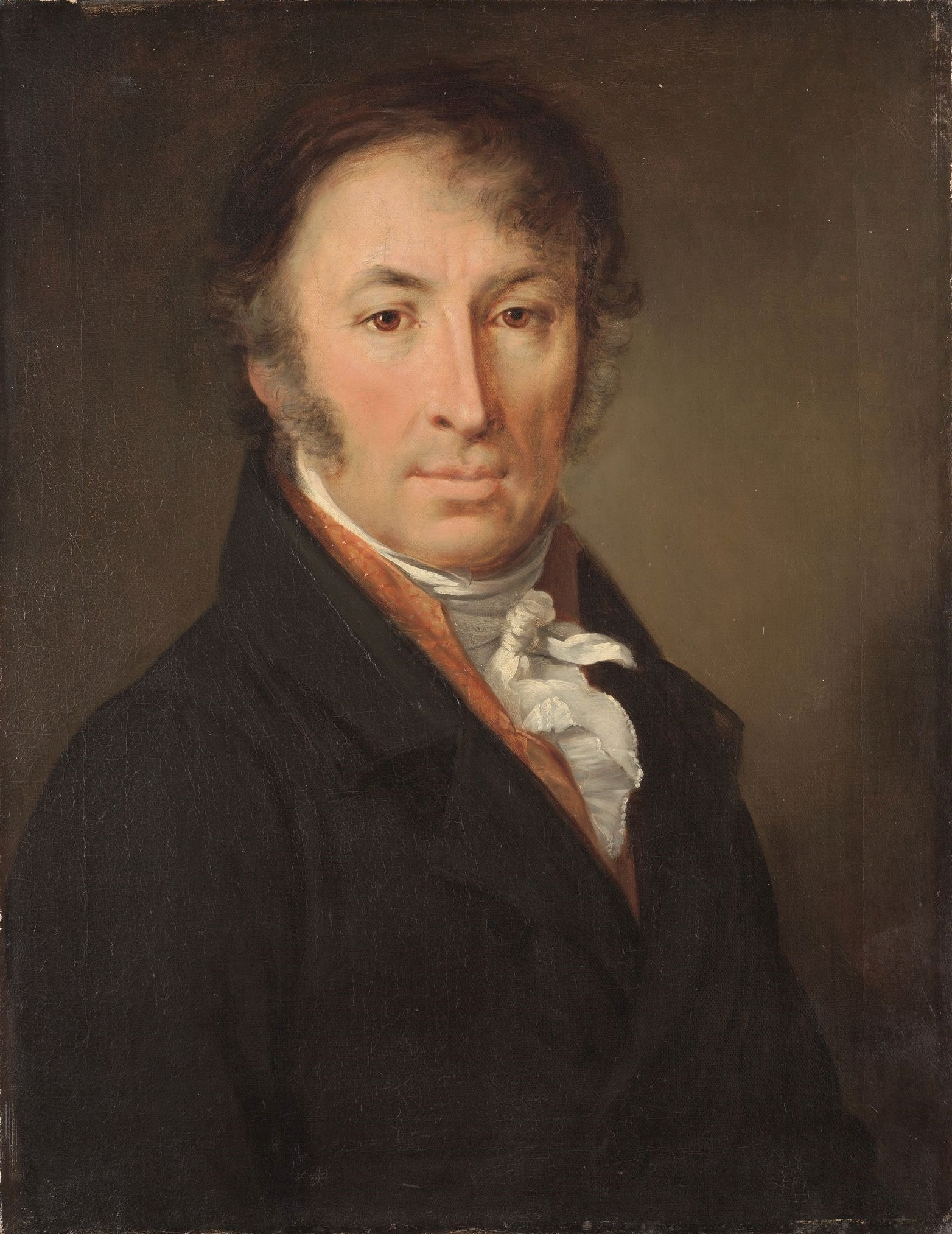
N. M. Karamzin

- Nyikolaj Mihajlovics Karamzin orosz író:
  - útirajza, az Egy orosz utazó levelei (Письма русского путешественника)
  - szentimentális kisregénye, a Szegény Liza (Бедная Лиза).

### Dráma
- Beaumarchais színműve: L’Autre Tartuffe, ou la Mère coupable (A bűnös anya).
- Leandro Fernández de Moratín spanyol szerző vígjátéka: La comedia nueva (Új komédia).

### Magyar irodalom
- Pálóczi Horváth Ádám: Fel fedezett titok. A szerző első és egyetlen megjelent regénykísérlete.
- Szentjóbi Szabó László színdarabja: Mátyás király, vagy a nép szeretete jámbor fejedelmek jutalma. (Nemzeti érzékeny játék három felvonásban, Buda).

## Születések

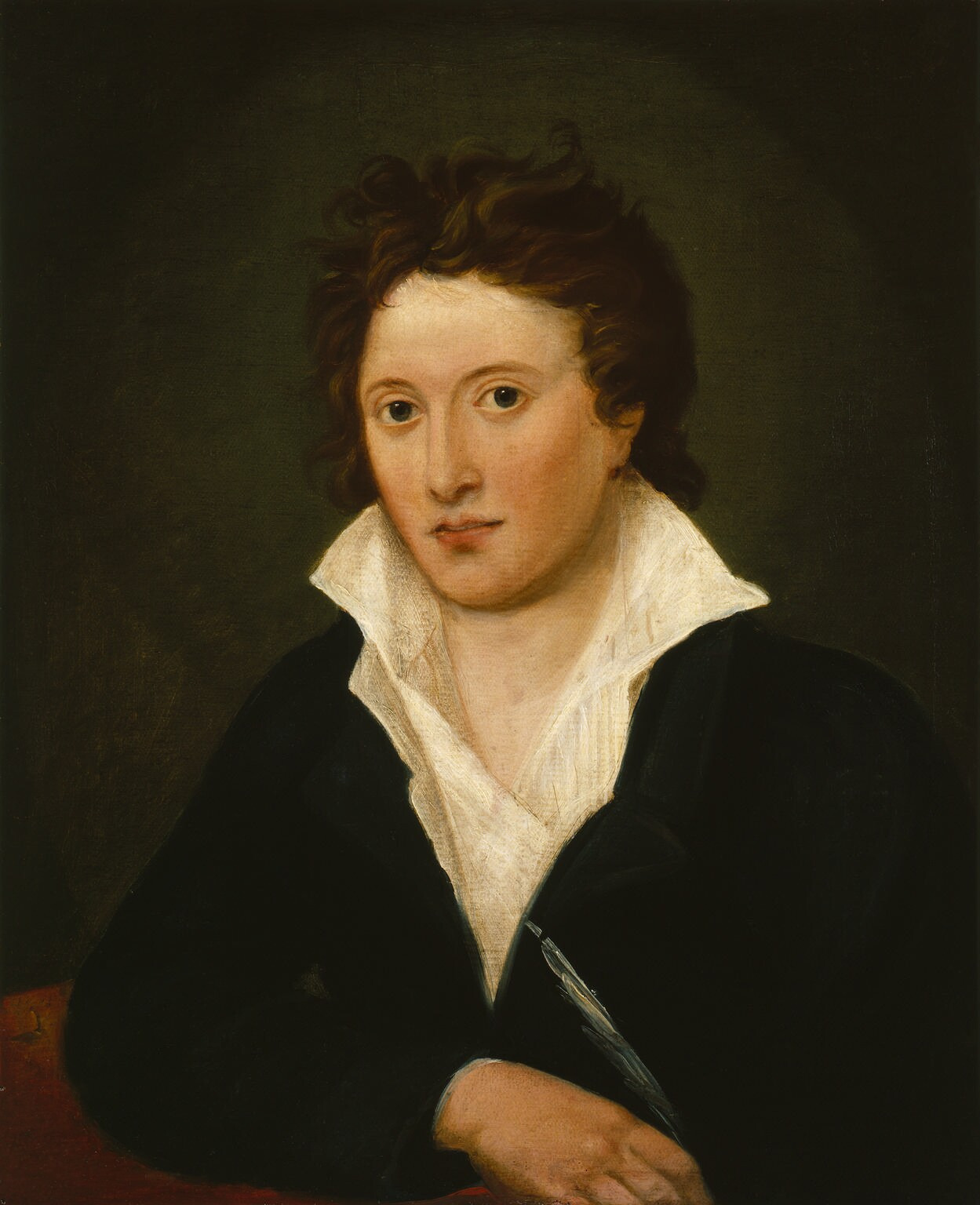
Shelley portréja

- július 23. – Pjotr Vjazemszkij herceg, orosz költő, irodalomkritikus († 1878)
- augusztus 4. – Percy Bysshe Shelley, George Byron és John Keats mellett az angol romantikus költészet egyik legjelentősebb képviselője († 1822)
- szeptember 21. – Johann Peter Eckermann német költő, irodalmár, Goethe hagyatékának gondozója, műveinek kiadója († 1854)
- október 17. – John Bowring angol nyelvész, közgazdász, politikus, író és utazó. Az első angol nyelvű magyar versantológia (Poetry of the Magyars, 1830) összeállítója († 1872)
- december 18. – William Howitt angol író († 1879)

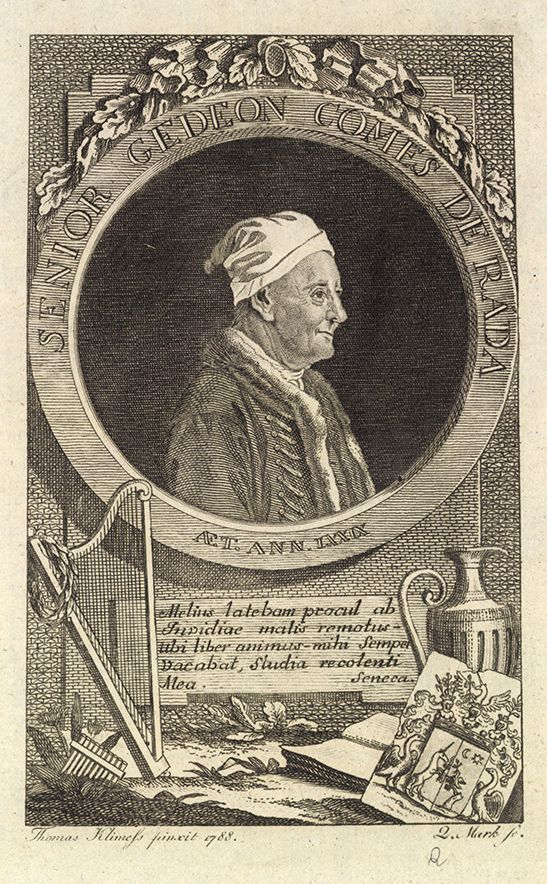
Ráday Gedeon

## Halálozások
- június 4. – Jakob Michael Reinhold Lenz német író, drámaíró, a Sturm und Drang képviselője (* 1751)
- augusztus 6. – Ráday Gedeon magyar költő, műfordító és politikus (* 1713)
- december 4. – Péczeli József református lelkész, irodalomszervező egyéniség, műfordító és költő (* 1750)
- december 12. – Gyenyisz Ivanovics Fonvizin orosz író, drámaíró, az orosz társadalmi vígjáték megteremtője (* 1745)